# Tommy van Lent
Tommy van Lent (Leiderdorp, 18 juli 2004) is een Nederlands acteur. Van Lent kreeg naamsbekendheid door onder andere zijn rol als Tonie in Circus Noël en door zijn rol als Steef Verduyn in Goede tijden, slechte tijden.

## Levensloop
Van Lent maakte zijn acteerdebuut in september 2017 in de BNNVARA-serie Van God Los waar hij in een kleine rol als Mitchell te zien was. Drie maanden later, in december 2017, speelde Van Lent de hoofdrol van Tonie in de AVROTROS-serie Circus Noël. Tevens was Van Lent in deze hoofdrol te zien in de gelijknamige film die in april 2019 werd uitgebracht.
Van Lent was van november 2019 tot en met mei 2020 lid van de YouTube-groep Spaze; hij stopte om zich te focussen op acteren. Hierna speelde Van Lent diverse kleine rollen in series zoals Brugklas en Flexe gasten.
Van 30 december 2019 tot en met 15 november 2022 was Van Lent te zien als Steef Verduyn in de RTL 4-soap Goede tijden, slechte tijden. Van Lent stopte met deze rol om zich te focussen op zijn MBO-opleiding tot filmacteur.
Sinds oktober 2024 vertolkt Van Lent de rol van Remy Morero in de televisieserie Gooische Vrouwen.

## Filmografie

### Film
- 2019: Circus Noël, als Tonie
- 2020: Operatie Teddybeer, als Kees
- 2020: Engel, als pestkop
- 2021: De Vloek van Lughus, als Magic Milan

### Televisie
- 2017: Van God Los, als Mitchell
- 2017: Circus Noël, als Tonie
- 2019: De vloer op jr., verschillende rollen
- 2019-2022: Goede tijden, slechte tijden, als Steef Verduyn
- 2020: Brugklas, als Bruno
- 2020: H3L, als Melle
- 2023: Ons Soort Mensen
- 2020-2023: Flexe gasten, als Tobias
- 2024-heden: Gooische Vrouwen, als Remy Morero